# Ugly Americans
Ugly Americans est une série télévisée d'animation américaine-canadienne par adults créée par Devin Clark et diffusée entre le 17 mars 2010 et le 25 avril 2012 sur Comedy Central, avec un total de 31 épisodes sur deux saisons.
En France la série est diffusée tous les soirs très tard dans la nuit pendant les grandes vacances d'été sur la chaîne Comedy Central France en version originale sous-titré en français. Cependant la série reste inédite dans les pays francophones.
Un jeu vidéo basé sur la série est sorti en 2011 sur Xbox 360 et PlayStation 3 et a reçu des critiques plutôt négatives.

## Synopsis
La série met en scène Mark Lilly, un travailleur social au ministère de l'intégration, qui, dans un univers alternatif où cohabitent humains et créatures fantastiques, aide les nouveaux immigrants à s'intégrer dans la ville de New York. Surtout il y a des pastiches détournés dans cette série.

## Voix
Matt Oberg - Mark Lilly
Natasha Leggero - Callie Maggotbone une démone
Kurt Metzger - Randall Skeffington un zombie
Larry Murphy - Francis Grimes un garde de sécurité
Michael-Leon Wooley - Twayne Boneraper un démon
Randy Pearlstein - Leonard Powers un mage

## Épisodes

### Première saison (2010)
1. Titre français inconnu (Pilot)
2. Titre français inconnu (An American Werewolf in America)
3. Titre français inconnu (Demon Baby)
4. Titre français inconnu (Blob Get Job)
5. Titre français inconnu (Treegasm)
6. Titre français inconnu (So, You Want to be a Vampire)
7. Titre français inconnu (Kong of Queens)
8. Titre français inconnu (Better Off Undead)
9. Titre français inconnu (Kill, Mark Kill)
10. Titre français inconnu (Sympathy For The Devil)
11. Titre français inconnu (Hell for the Holidays)
12. Titre français inconnu (Trolling for Terror)
13. Titre français inconnu (Soul Sucker)
14. Titre français inconnu (The Manbirds)

### Deuxième saison (2011-2012)
Le 15 décembre 2010, la chaîne Comedy Central a renouvelé la série pour une deuxième saison de 17 épisodes diffusée depuis le 30 juin 2011.
1. Titre français inconnu (Wet Hot Demonic Summer)
2. Titre français inconnu (Callie and Her Sister)
3. Titre français inconnu (Ride Me to Hell)
4. Titre français inconnu (G. I. Twayne)
5. Titre français inconnu (The Ring of Powers)
6. Titre français inconnu (Attack of Mark's Clone)
7. Titre français inconnu (Wail Street)
8. Titre français inconnu (Little Ship of Horrors)
9. Titre français inconnu (Lilly and The Beast)
10. Titre français inconnu (Mummy Dearest)
11. Titre français inconnu (Journey to the Center of Twayne)
12. Titre français inconnu (Any Given Workday)
13. Titre français inconnu (The Roast of Twayne the Boneraper)
14. Titre français inconnu (Mark Loves Dick)
15. Titre français inconnu (The Stalking Dead)
16. Titre français inconnu (The Dork Knight)
17. Titre français inconnu (Fools for Love)

## Commentaires
Le premier épisode de la série a été diffusé le 17 mars 2010, après le premier épisode de la 14e saison de South Park (Sexual Healing). Ce soir là, Ugly Americans a été regardé par plus de 2 millions de téléspectateurs. Le 21 avril 2010, Comedy Central annonce qu'ils ont commandé 7 épisodes additionnels à la première saison et qui ont été diffusés à partir d'octobre 2010.